# Thyrse (mythologie)
Pour les articles homonymes, voir Thyrse.

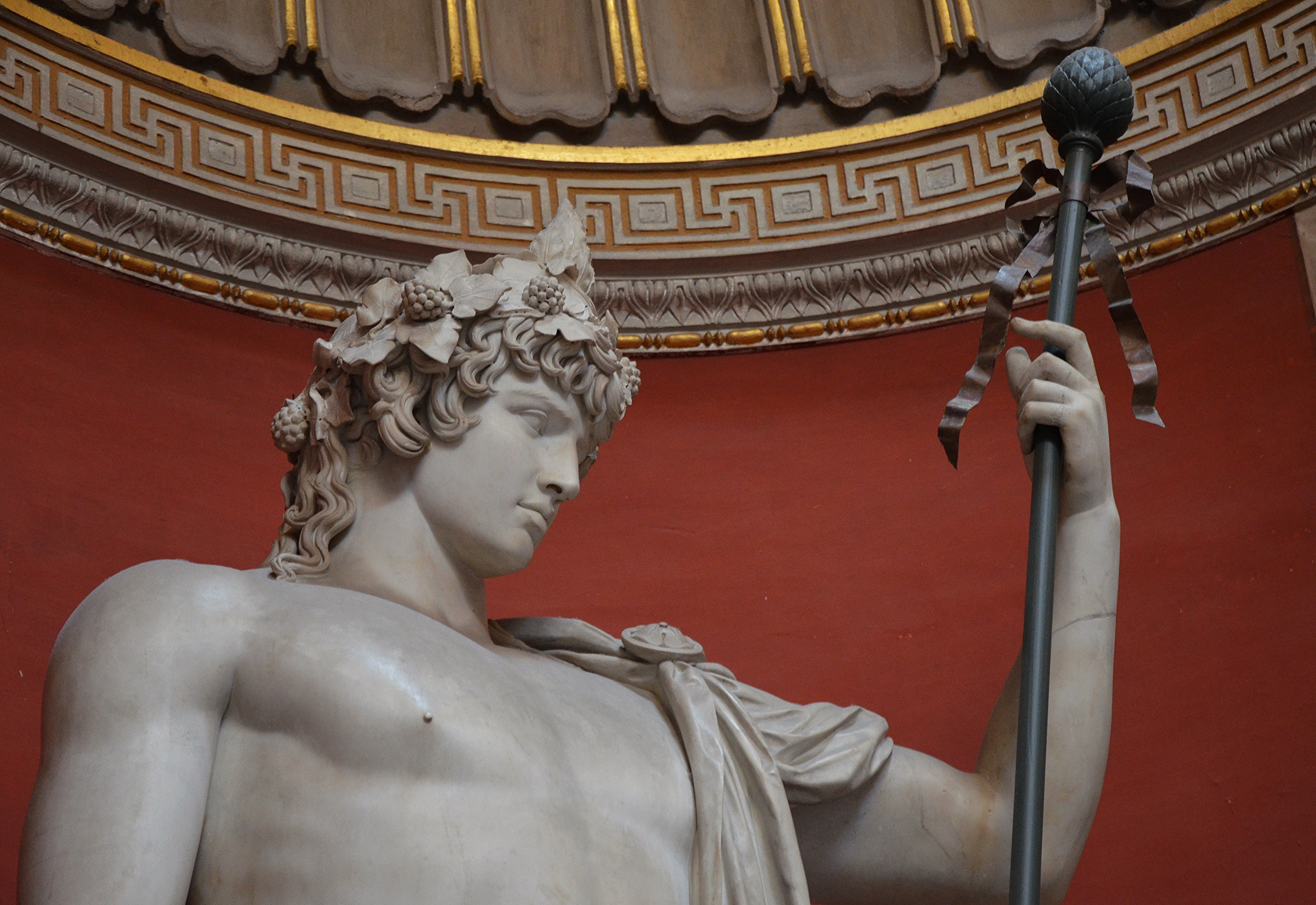
Antinoüs en Dionysos-Osiris portant le thyrse, 1792–1793, Musée Pio-Clementino, Musées du Vatican, Italie.

Dans la mythologie gréco-romaine, le thyrse (en grec : θύρσος) est l'attribut principal de Dionysos, puis Bacchus, et des Ménades, puis des Bacchantes, et est un symbole de prospérité, de fertilité et d'hédonisme.
Il s'agit d'un sceptre, ou d'une tige de férule, recouvert de lierre et de vigne, parfois noué d'un taenia et surmonté d'une pomme de pin, d'un artichaut ou d'une grenade, utilisé pendant les festivités et les cérémonies religieuses hellénistiques,.

## Religion et symbolisme

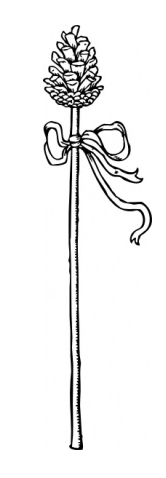
La représentation d'un thyrse, ici noué du taenia et surmonté d'une pomme de pin.

Dans la religion grecque antique, le thyrse est porté par les adorateurs de Dionysos et est un instrument sacré.
Dans les récits mythologiques, Euripide écrit que le miel est le produit des thyrses portés par les Bacchantes. Le thyrse est considéré comme une arme que Dionysos peut parfois dissimuler parmi son cortège,. Il est également un élément de la danse bacchanale.
Il est parfois associé au canthare dans le culte à mystères de Dionysos.

## Dans la littérature
Dans l'Iliade d'Homère, Diomède, l'un des principaux guerriers achéens, mentionne le thyrse en parlant à Glaucos, un commandant lycien, de Lycurgue :
Et il poursuivait, sur le sacré Nysa, les nourrices du furieux Dionysos ; et celles-ci, frappées du fouet du tueur d'hommes Lykoorgos, jetèrent leurs thyrses ; et Dionysos, effrayé, sauta dans la mer, et Thétis le reçut dans son sein, tremblant et saisi d'un grand frisson à cause des menaces du guerrier.
Le thyrse est explicitement associé à Dionysos et ses suivants dans Les Bacchantes d'Euripide ; il sert de signe d'appartenance lors de l'endoctrinement des femmes de Thèbes :
Et ce que, vieillard, je lui ai promis, à lui qui est plus vieux,
De porter une peau de faon, d'attacher du lierre à nos thyrses,

De nous couronner le front de son feuillage.
Platon décrit la connotation hédonistique du thyrse, et a fortiori de Dionysos, dans le Phédon :
Je m’imagine que ceux qui ont établi les mystères à notre intention n’étaient pas des hommes ordinaires, mais qu’en réalité ils ont voulu jadis nous faire entendre que tout homme, qui arrive dans l’Hadès sans être purifié et initié, restera couché dans la fange, mais que celui qui a été purifié et initié, dès son arrivée là-bas, habitera avec les dieux. Il y a en effet, comme disent ceux qui sont versés dans les initiations, « beaucoup de porteurs de férules, mais peu d’inspirés ». Et ceux-ci, à mon avis, ne sont autres que ceux qui ont été de vrais philosophes.

## Dans la culture populaire
- Dans la chanson Dionysus du groupe de K-pop BTS, le thyrse est mentionné comme l'un des attributs de Dionysos[9].

## Galerie

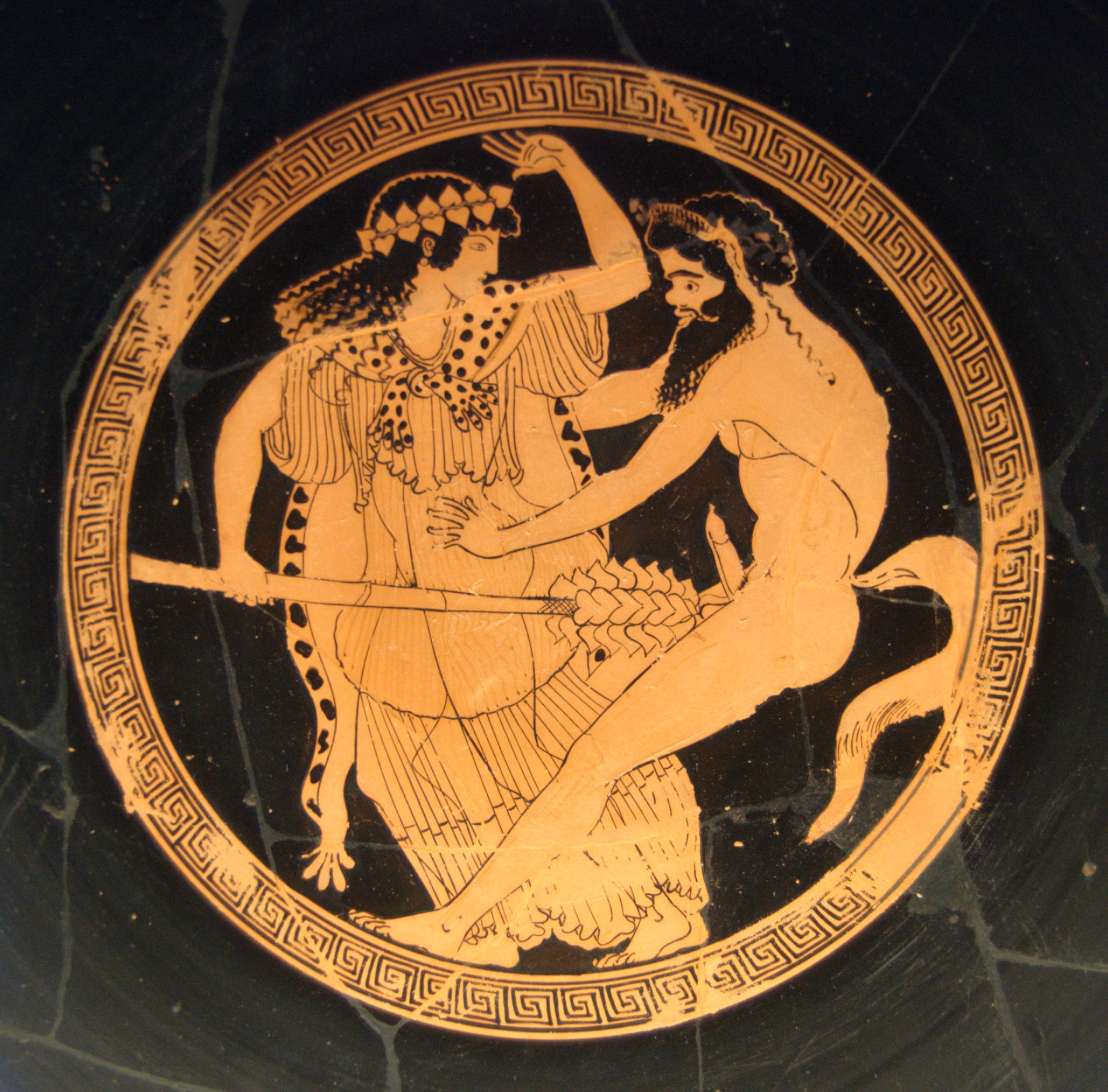
Une Ménade utilisant le thyrse pour faire fuir un satyre, céramique à figures rouges, Attique, environ 480 av. J.-C.
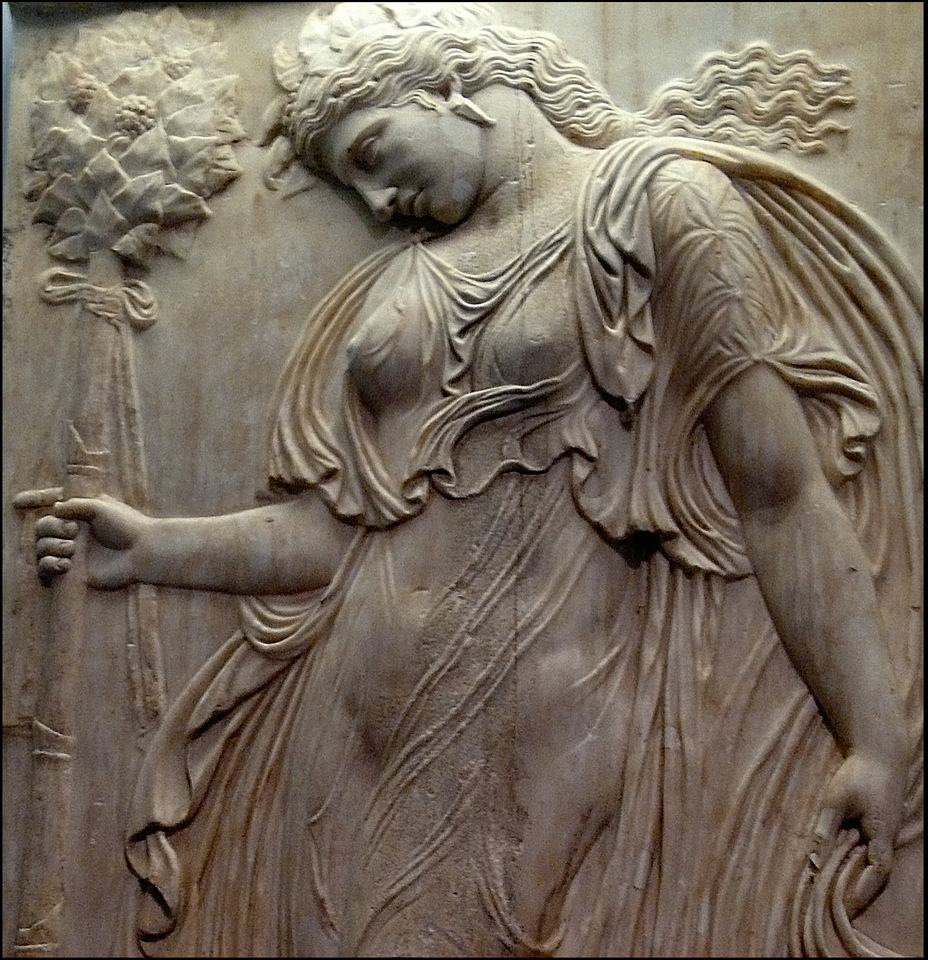
Bas-relief romain représentant une Ménade tenant le thyrse, entre 120 et 140 av. J.-C., musée du Prado, Madrid.
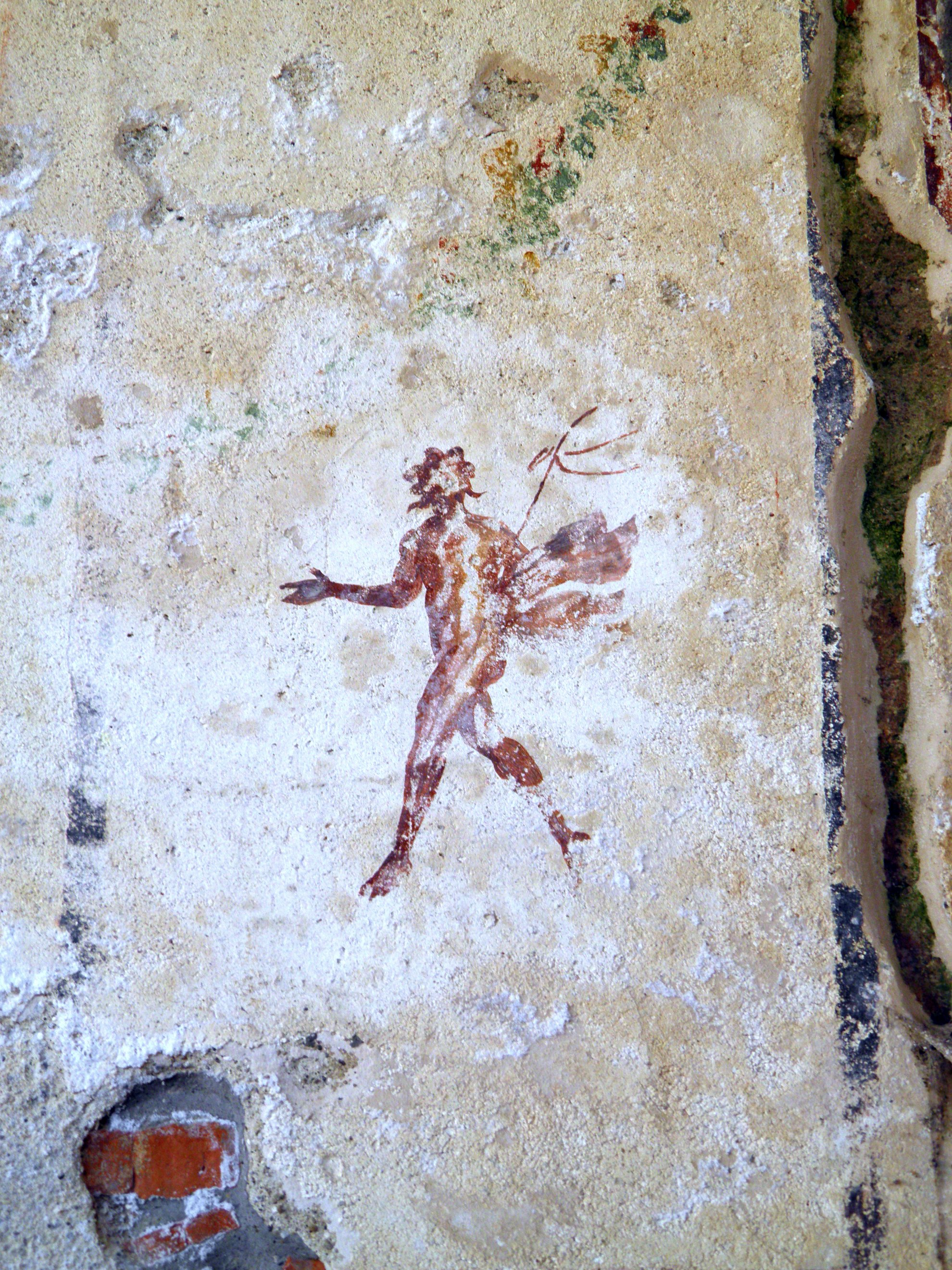
Peinture murale représentant un satyre tenant le thyrse, Ier s. av. J.-C., site archéologique de Baïes.
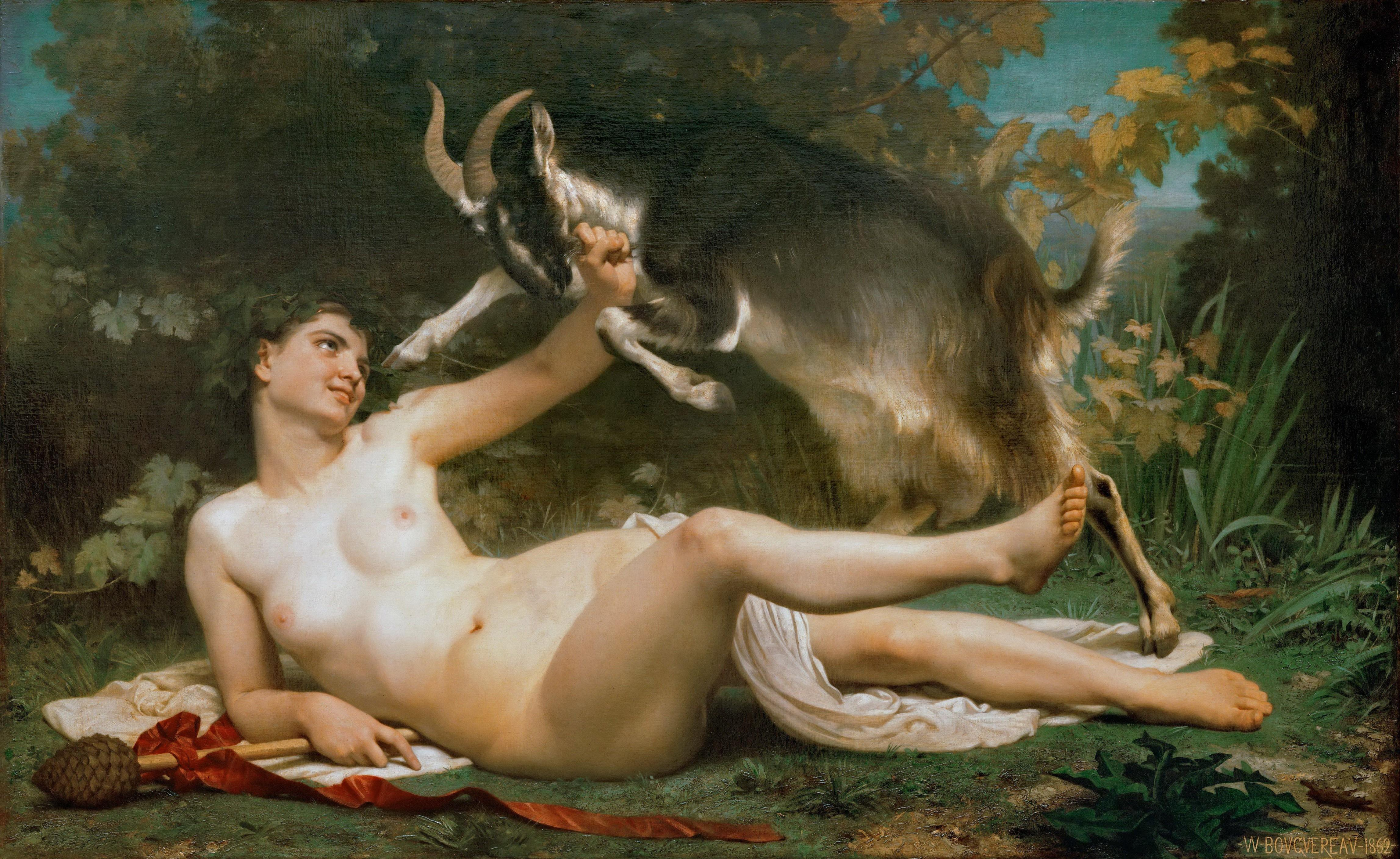
Bacchante lutinant une chèvre, William-Adolphe Bouguereau, 1862.
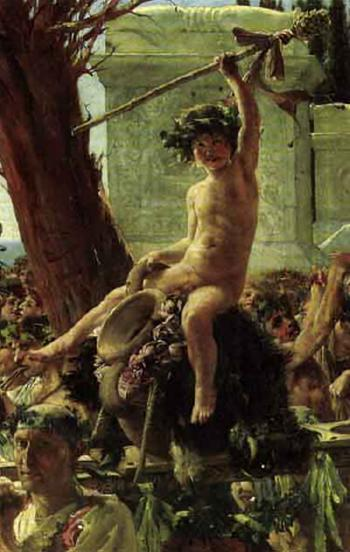
Bacchus triomphant, John Reinhard Weguelin, 1882.
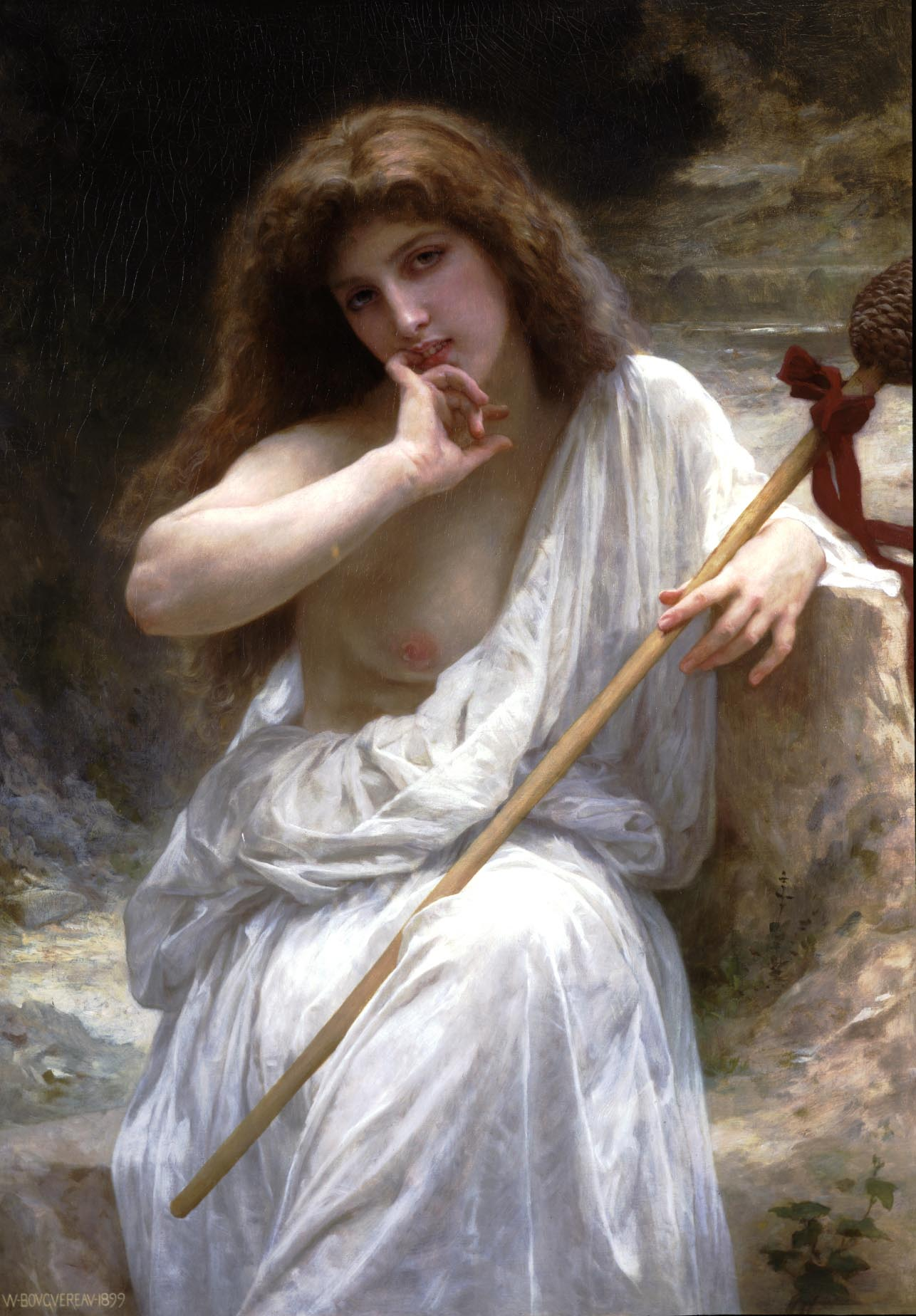
La Malice, William-Adolphe Bouguereau, 1899.